# Tlenek żelaza(III)
Tlenek żelaza(III), Fe2O3 – nieorganiczny związek chemiczny z grupy tlenków, w którym żelazo występuje na III stopniu utlenienia. Związek ten jest głównym składnikiem rdzy, najczęściej spotykany spośród tlenków żelaza.

## Otrzymywanie
Można go otrzymać przez prażenie wodorotlenku żelaza(III):
2Fe(OH)3 → Fe2O3 + 3H2O↑
lub hydroksotlenku żelaza(III):
2FeO(OH) _400–500 °C_͕ Fe2O3 + H2O↑

## Właściwości
- skład wagowy 69,94% Fe, 30,06% O
- gęstość nasypowa ok. 700 kg/m³
- właściwości amfoteryczne[5], np.:

Fe
2O
3 + 6HCl  →  2FeCl
3 + 3H
2O
Fe
2O
3 + CaO  →  Ca(FeO
2)
2

## Zastosowanie
Jeden ze składników termitu. Występuje w przyrodzie jako najważniejsza ruda żelaza – hematyt. Jest szeroko stosowany w hutnictwie, jako surowiec ceramiczny, szklarski oraz do wytwarzania ołówków.
Otrzymany syntetycznie przez wyprażenie „żółtego tlenku żelaza”, FeO(OH), stosowany jest jako przezroczysty czerwony pigment, tzw. „czerwony tlenek żelaza” (C.I. 77 491).

## Zagrożenia
Nieszkodliwy dla środowiska naturalnego. Zagrożenie pojawia się przy przypadkowym uwolnieniu do środowiska ilości przemysłowych. Dla człowieka może być drażniący przy spożyciu dużej ilości, kontakcie z oczami lub wdychaniu pyłu, nie powoduje zmian chorobowych. Przy ciągłym wystawieniu na wdychanie pyłu zaleca się ochronę dróg oddechowych, by zapobiec odkładaniu się w płucach. Prowadzi to do choroby zwanej „płucem spawacza”.